# 奥塔西柳科斯塔
奥塔西柳科斯塔是巴西圣卡塔琳娜州的一个市镇。总面积924.2平方公里，总人口15693人，人口密度17人/平方公里。